# مالنوویتسه
مالنوویتسه (به چکی: Malenovice) یک منطقهٔ مسکونی در جمهوری چک است که در ناحیه فریدک-میستک واقع شده‌است. مالنوویتسه ۱۲٫۹۸ کیلومتر مربع مساحت و ۴۹۹ نفر جمعیت دارد و ۵۱۰ متر بالاتر از سطح دریا واقع شده‌است.